# Poephila personata
Il diamante mascherato (Poephila personata Gould, 1842) è un uccello passeriforme della famiglia degli Estrildidi.

## Tassonomia
Se ne conoscono due sottospecie:
- Poephila personata personata, la sottospecie nominale, diffusa nella porzione occidentale dell'areale fino al centoquarantesimo meridiano, nonché la più comunemente allevata anche in cattività;
- Poephila personata leucotis, diffusa nella porzione orientale dell'areale occupato dalla specie, caratterizzata dalla presenza di penne di colore bianco sporco su guance, mento e gola, oltre a una calotta di colore marrone carico sulla testa ed il becco giallo più chiaro rispetto alla sottospecie nominale;

## Distribuzione e habitat
Il diamante mascherato occupa un areale che include gran parte della fascia costiera dell'Australia settentrionale, dalla città di Broome a ovest fino alla penisola di Capo York ad est, fino a capo Melville ed a Chillagoe.
Questo uccello è un abitatore delle aree aperte a copertura erbosa, con presenza sparsa di cespugli ed alberi. La sua presenza è legata a quella di fonti d'acqua dolce.

## Descrizione

### Dimensioni
Si tratta della specie più grande e robusta del genere Poephila, in quanto raggiunge i 13,5 cm di lunghezza. A parità d'età, i maschi sono più grandi e robusti delle femmine.

### Aspetto
L'aspetto è piuttosto tozzo, con grossa testa e collo sottile. La colorazione è di un bruno uniforme, che tende a schiarirsi sul petto (dove sfuma nel grigiastro) e a scurirsi sulle ali. Il codione è bianco, mentre sui fianchi sono presenti le bande nere tipiche dei diamanti del genere Poephila: nera è anche la coda e la mascherina che si estende attorno al becco fino agli occhi e alla gola, alla quale la specie deve sia il nome comune che il nome scientifico (personata deriva dal latino persōna, col significato di "maschera"). Il grosso becco conico è di colore giallo, le zampe sono di colore carnicino-rosato, gli occhi sono di colore bruno scuro.

## Biologia
Si tratta di un uccello tendenzialmente stanziale, che durante il giorno si muove in coppie od in piccoli gruppi, che tendono a rimanere al suolo per nutrirsi: alla sera ed al mattino, invece, i vari gruppi si riuniscono in rumorose colonie che possono contare anche migliaia di esemplari e che si concentrano attorno alle pozze d'acqua o alle aree sabbiose o terrose.

### Alimentazione
Il diamante mascherato ha abitudini essenzialmente granivore, cercando piccoli semi che rompe col forte becco: non disdegna tuttavia di nutrirsi anche di altro materiale di origine vegetale (come frutti, germogli e foglie), nonché di tanto in tanto di integrare la propria dieta con insetti e larve.

### Riproduzione
Si tratta di uccelli monogami, che rimangono uniti in coppie per la vita. Il periodo riproduttivo non è ben definito, ma i diamanti mascherati tendono a riprodursi subito dopo le piogge.
Ambedue i partner partecipano alla costruzione del nido, che consiste in fili d'erba ed altro materiale filamentoso (penne, lanugine, rametti) intrecciati a formare un ammasso sferico con apertura frontale, che viene posizionato in luoghi sopraelevati ed appartati che possono variare dall'erba alta alle cime degli alberi.

All'interno del nido la femmina depone 4-6 uova bianchicce che ambedue i sessi covano fino alla schiusa, che avviene dopo circa due settimane: sono sempre ambedue i genitori che accudiscono i pulli, ciechi ed implumi, che sono pronti all'involo attorno alla terza settimana di vita, ma che continuano a gravitare attorno al nido fino al mese e mezzo d'età.